# Svarttjärnen (Tärna socken, Lappland)
Svarttjärnen är en sjö i Storumans kommun i Lappland och ingår i Umeälvens huvudavrinningsområde.